# خاصية شاملة
تُعرَّف الخاصية الشاملة في الرياضيات بأنها خاصية يختص بها كائن في فئة تجعله كائنا ممثلًا لمدلل ما (ذي تباين مشارك أو معاكس) بقيمة مجموعة، ويكون ذلك المدلل معرَّفًا في الفئة. وبتعبير آخر، دع {\displaystyle C\!} فئة و {\displaystyle F\!\colon C\!\rightarrow S\!} مدللًا (نتعامل هنا مع حالة التباين المشارك)، يكون العنصر الشامل من {\displaystyle F\!} هو الزوج {\displaystyle (A\!,x)} حيث {\displaystyle A\!} كائن من {\displaystyle C\!} و {\displaystyle x\in F\!(A\!)} بحيث أنه لكل زوج مماثل {\displaystyle (B\!,y)} توجد {\displaystyle f\colon A\!\rightarrow B\!} وحيدة في {\displaystyle C\!} تحقق {\displaystyle F\!(f)(x)=y}. إن التوافق بين {\displaystyle y} و {\displaystyle f} يعرِّف تساوي شكل طبيعيًّا بين {\displaystyle F\!} والمدلل {\displaystyle {\text{Hom}}_{C\!}(A\!,-)}، ويُقال عن الكائن {\displaystyle A\!} أنه كائن ممثِّل (أو تمثيل) لـ {\displaystyle F\!}، وخاصيته الشاملة هي حيازته للعنصر الشامل {\displaystyle x}.